# 塔澤卡國家公園
34°6′0″N 4°11′0″W / 34.10000°N 4.18333°W
塔澤卡國家公園（阿拉伯语：‎），是摩洛哥的國家公園，位於該國北部，處於中阿特拉斯山脈地區，距離塔扎21公里，成立於1950年7月11日，面積120平方公里。